# Station Strines
Strines is een spoorwegstation van National Rail in Strines, Stockport in Engeland. Het station is eigendom van Network Rail en wordt beheerd door Northern Rail. Het station is geopend in 1865.